# CentOS
CentOS er et klon af den betalingsbetingede Linux-distribution Red Hat Enterprise Linux. CentOS bygges på samme kildekode som RHEL og indeholder derfor nøjagtig de samme værktøjer.

## Udgivelser af CentOS
CentOS 2.x
- CentOS 2.0 – 24. maj 2004

CentOS 3.x
- CentOS 3.1 – 19. marts 2004
- CentOS 3.6 – 12. oktober 2005
- CentOS 3.9 – 27. august 2007

CentOS 4.x
- CentOS 4.3 – 19. marts 2006
- CentOS 4.6 – 16. december 2007
- CentOS 4.7 – 13. september 2008

CentOS 5.x
- CentOS 5.0 – 12. april 2007
- CentOS 5.1 – 2. december 2007
- CentOS 5.2 – 24. juli 2008
- CentOS 5.3 – 31. marts 2009
- CentOS 5.4 – 11. oktober 2009
- CentOS 5.5 – 14. maj 2010
- CentOS 5.6 – 8. april 2011
- CentOS 5.7 –
- CentOs 5.8

## Ekstern kilde/henvisning
- Wikimedia Commons har flere filer relateret til CentOS
- CentOS
- CentOS på DistroWatch